# Badulla

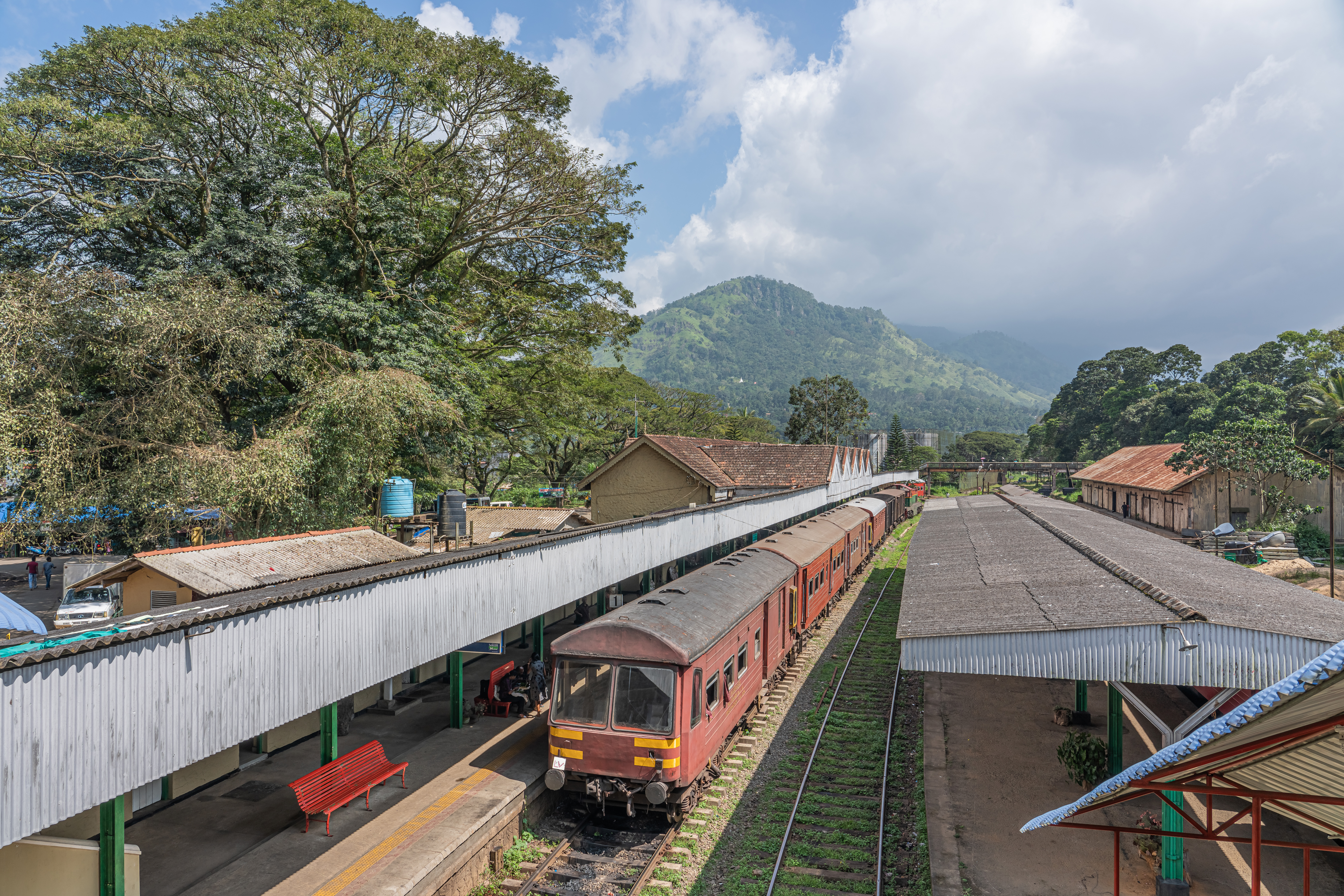
Badulla.

Badulla (singalesiska: බදුල්ල, tamil: பதுளை), är en stad i Sri Lanka. Den är huvudort i Uvaprovinsen, i distriktet Badulla och i Badulla Division. Badulla är beläget  sydost om Kandy på cirka 640 m höjd över havet i ett av landets tedistrikt och har cirka 45 000 invånare.